# Пеницилловая кислота
Пеници́лловая кислота́ — микотоксин, продуцируемый рядом видов родов Penicillium и Aspergillus.

## Свойства
Существует в виде двух таутомерных форм — γ-кетокислоты и γ-гидроксилактона, что было показано в 1936 году.
Из пентана, гексана и бензола кристаллизуется с образованием безводных игольчатых кристаллов с температурой плавления 83—85 °C. Из воды кристаллизуется с образованием моногидрата в виде крупных моноклинных или триклинных ромбических кристаллов с температурой плавления 58—64 °C.
Растворимость в холодной воде и холодном бензоле — 2 %. Хорошо растворима в горячей воде, спирте, эфире, хлороформе, нерастворима в пентаново-гексановой смеси.
В щёлочи образует с гидроксиламином ярко-красное комплексное соединение с максимум поглощения при 530 нм. С аммонием образует красновато-фиолетовый комплекс с максимум поглощения при 545 нм.
Промежуточным продуктом в биосинтезе пеницилловой кислоты является орселлиновая кислота.

## История
Оксфорд и соавторы в 1942 году исследовали противомикробную активность пеницилловой кислоты. Показано, что вещество активно против грамотрицательных и некоторых грамположительных бактерий. Вещество оказалось слишком токсичным (ЛД50 для мышей при подкожном введении — 100 мг/кг).
Химически синтезирована в 1947 года Ральфом Рафаэлем.
В 1960-х годах было показано, что пеницилловая кислота — мощный канцероген.